# La Alternativa (Dinamarca)
La Alternativa (en danés: Alternativet) es un partido político verde danés. El partido fue presentado públicamente el 27 de noviembre de 2013 por el exministro de Cultura Uffe Elbæk y Josephine Fock, quienes habían sido diputados por el Partido Social Liberal.

## Historia

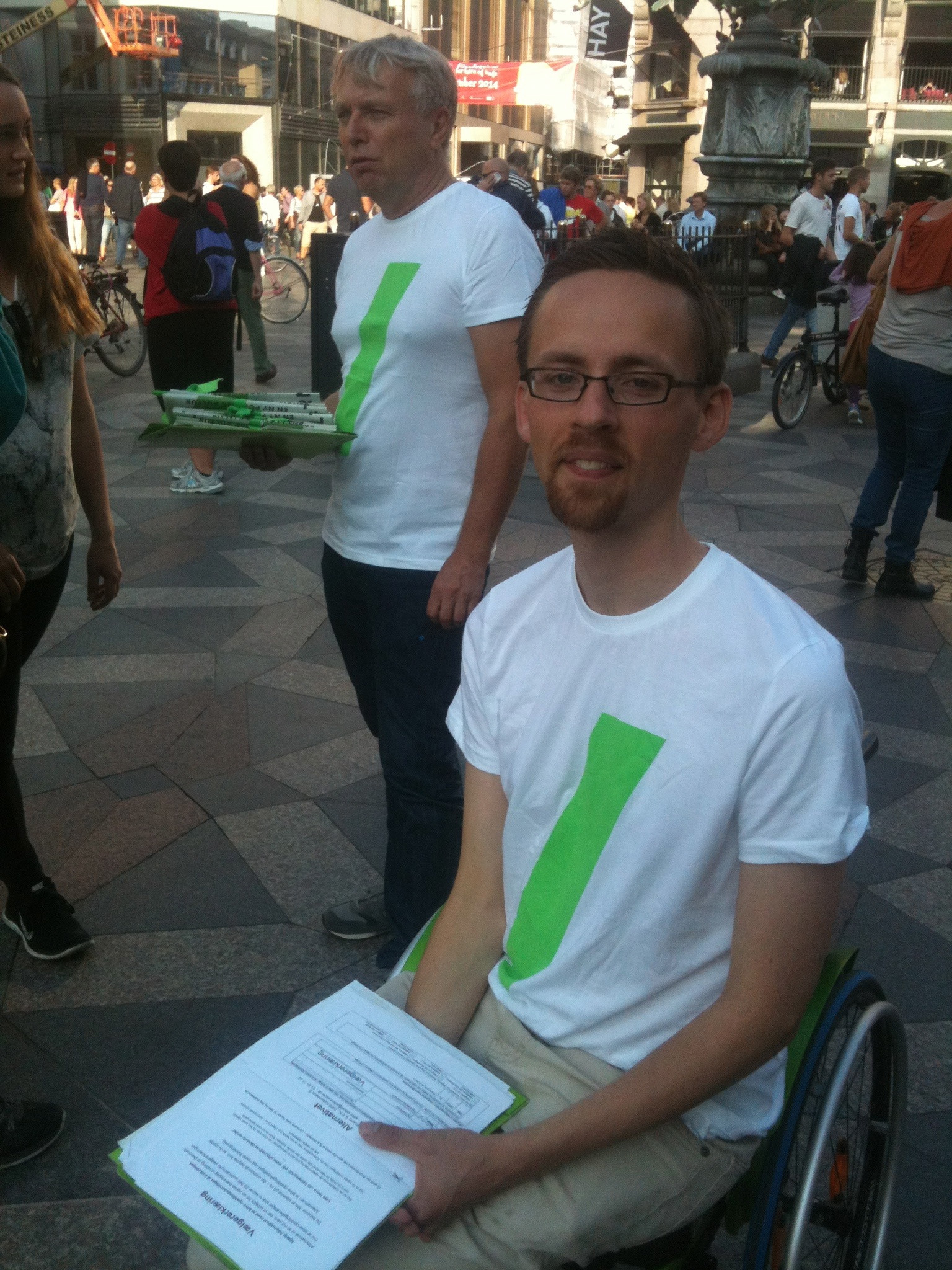
Los principales candidatos parlamentarios Rune Alaård (derecha) y Uffe Elbæk (izquierda) reuniendo firmas en Copenhague, 19 de septiembre de 2014.

El 17 de septiembre de 2013, Uffe Elbæk anunció su renuncia hacia su militancia en el Partido Social Liberal. Durante ese período, Elbæk preparaba formar un nuevo partido político. Dos meses después, La Alternativa fue presentada públicamente por Uffe Elbæk y Josephine Fock en una rueda de prensa en el Palacio de Christiansborg, la sede del Folketing.[fuente independiente requerida]
El nombre del partido fue aprobado por la Comisión Electoral de Dinamarca bajo el Ministerio de Economía y el Interior, entrando en vigor el 18 de diciembre de 2013. A principios de 2015, el partido trabajó en la recolección de 20.260 firmas para postularse en el parlamento, lo cual logra el 23 de febrero de ese año. El partido tiene como objetivo, aplicar políticas crowdsource a través de los que llaman "laboratorios políticos".
El partido obtuvo acceso a las urnas para las elecciones generales de 2015 con la letra Å en las listas electorales el 13 de marzo de 2015. El partido apoyó la reelección del dirigente socialdemócrata Helle Thorning-Schmidt como Primer ministro.
En la elección generales del 18 de junio de 2015, La Alternativa obtuvo el 4.8% de los votos, obteniendo 9 escaños. Siendo el sexto partido político más grande del Folketing, el partido es parte de la oposición, durante el segundo gobierno de Lars Løkke Rasmussen.

## Representación parlamentaria

### 2022-2026
A continuación, se presenta la representación parlamentaria de La Alternativa en el Folketing desde el año 2022 tras las Elecciones generales de Dinamarca de 2022:
| Nombre y apellido             | Portavoz de La Alternativa |
| ----------------------------- | --- |
| Helene Liliendahl Brydensholt | Refugiados e Integración. |
| Sascha Faxe                   | Vivienda, Soledad, Negocios, Interior, Emprendedores, Municipal, Desarrollo, Rural e Insular, y de las Islas Feroe y Groenlandia. |
| Torsten Gej                   | Política. |
| Christina Olumeko             | Democracia, Hacienda, LGBTQIA, Minorías, Fiscalidad, Transportes y Educación.                                                     |
| Franciska Rosenkilde          | Igualdad, agricultura y alimentación                                                                                              |
| Teresa Scavenius              | Energía, UE, Investigación, Defensa, Abastecimiento, Paz, TI, Clima, Medios, Tecnología, Educación y Asuntos Exteriores.          |
| Noah Esturis (suplente)       | Democracia, Asuntos internos, Finanzas, Igualdad de género, Asuntos municipales, Noah y Educación juvenil.                        |

#### Portavoces externos[20]:
- Benjamín Strand Andersen: Oficial de discapacidad y ética.
- Jonathan Ries: Portavoz de negocios.
- Kim Hjerrild: Ponente de finanzas, economía y capital.
- Lars Rosenkvist: Relator de salud.
- Línea Gesso: Relator de salud.
- Mette Kaasfeldt Bram: Ponente LGBT+.
- Miguel Monberg: Ponente de derechos de los animales.
- Nanna Hoyrup: Comisionado de Niños y Familias.
- Nikoline Erbs Hillers-Bendtsen: Orador juvenil.
- Noah Reinert Sturis: Ponente de TI.

### 2019 -2022
A continuación, se presenta la representación parlamentaria de La Alternativa en el Folketing  del periodo 2019 al 2022  tras las Elecciones generales de Dinamarca de 2019:
- Uffe Elbæk
- Torsten Gejl
- Rasmus Nordqvist
- Sikandar Siddique
- Susanne Zimmer

### 2015-2019
A continuación, se presenta la representación parlamentaria de La Alternativa en el Folketing  del periodo 2015 al 2019  tras las Elecciones generales de Dinamarca de 2015:
- Uffe Elbæk: Líder político de La Alternativa
- Josephine Fock: Líder de La Alternativa. Portavoz de finanzas y economía, política laboral, constitución y política legal
- Rasmus Nordqvist: Portavoz político de La Alternativa. Portavoz de asuntos exteriores, políticas de la Unión Europea, iniciativa empresarial, consumismo ético, negocios, comercio, arte y cultura
- René Gade: Portavoz para Paz y defensa, impuestos y derechos constitucionales digitales y de IT
- Torsten Gejl: Portavoz de política interna, patronaje y política social
- Nikolaj Amstrup (Alternativa para Roger Matthisen): Portavoz para ciudades y residencias, distritos rurales e islas, Islas Feroe y Groenlandia
- Ulla Sandbæk: Portavoz de asuntos eclesiásticos, naturalización, integración y política de desarrollo
- Carolina Magdalene Maier: Portavoz de salud, psiquiatría, derechos de igualdad, infancia, vida familiar, adultos mayores, educación e investigación, escuelas y educación de programas juveniles.
- Christian Poll: Portavoz de medio ambiente, clima, energía, agricultura, bienestar animal, pesca, comida y transporte.

## Resultados electorales

### Parlamento (Folketing)
| Fecha | Votos         | Votos | Votos | Escaños | Escaños |
| Fecha | #             | %     | ± pp  | #       | +/-     |
| ----- | ------------- | ----- | ----- | ------- | ------- |
| 2015  | 168 788 (#6)  | 4,8   | +4,8  | 9/179   | Nuevo   |
| 2019  | 104 148 (#8)  | 3,0   | -1,8  | 5/179   | 4       |
| 2022  | 117 629 (#11) | 3,3   | +0,3  | 6/179   | 1       |

### Parlamento Europeo
| Fecha | Votos  | Votos | Votos | Escaños | Escaños |
| Fecha | #      | %     | ± pp  | #       | +/-     |
| ----- | ------ | ----- | ----- | ------- | ------- |
| 2019  | 92 964 | 3,4   | +3,4  | 0/14    | Nuevo   |